# Taylor Roberts
Taylor Marie Roberts (Raleigh, 15 augustus 1980) is een Amerikaanse actrice en dichter.

## Jeugd en opleiding
Haar ouders waren George Roberts en Teresa Taylor, telg van de familie Bowman-Taylor uit Virginia. De ouders bezaten een landgoed ten zuiden van James River. Haar opa was een neef van Elizabeth Taylor. Roberts volgde een opleiding klassieke dans en ballet aan de University of North Carolina School of the Arts, waar ze ook een theaterdiploma behaalde.

## Loopbaan
Haar eerste rol is samen met Julia Roberts in de film Mona Lisa Smile uit 2003, gevolgd door tv-series als Law & Order en Turn: Washington's Spies, samen met Angus Macfadyen in de rol van Robert Rogers, en op het grote doek met Macbeth Unhinged, geregisseerd door dezelfde acteur. Anderen uit de serie zijn Seth Numrich, Samuel Roukin en Kevin McNally. Ze heeft model gestaan voor verscheidene merken als La Senza, Orange County Bride Magazine en Dove Shore. In 2012 debuteerde ze als dichter met de bundel Bombshell Bohemia: Poetry from the Underground en stichtte ze het bedrijf Porphyrogene Luxury Skincare.

## Filmografie (onvolledig)
- Mona Lisa Smile (2003)
- Admissions (2004)
- Macbeth Unhinged (2016)

## Televisie
- Law & Order (2004)
- Loiter Squad (2012)
- Killing Kennedy (2013)
- Turn: Washington's Spies (2014-2015)